# BET Award for Sportswoman of the Year
Der BET Award for Sportswoman of the Year (bis 2010 BET Award for Best Female Athlete) ist ein von Black Entertainment Television (BET) im Rahmen der BET Awards vergebener Sportpreis, der an die beste weibliche Athletin vergeben wird. Am häufigsten mit 26 Mal gewann die Tennisspielerin Serena Williams, die außerdem in allen bisherigen Verleihungen nominiert war.

## Liste der Gewinnerinnen und Nominierten

### 2000er
| Jahr               | Sportlerin   | Ref |
| ------------------ | ------------ | --- |
| 2001               |              |     |
| Serena Williams    | [ 1 ]        |     |
| Laila Ali          | [ 1 ]        |     |
| Lisa Leslie        | [ 1 ]        |     |
| Venus Williams     | [ 1 ]        |     |
| 2002               | [ 1 ]        |     |
| Serena Williams    | [ 2 ]        |     |
| Laila Ali          | [ 2 ]        |     |
| Lisa Leslie        | [ 2 ]        |     |
| Vonetta Flowers    | [ 2 ]        |     |
| Venus Williams     | [ 2 ]        |     |
| 2003               | [ 2 ]        |     |
| Serena Williams    | [ 3 ]        |     |
| Laila Ali          | [ 3 ]        |     |
| Lisa Leslie        | [ 3 ]        |     |
| Sheryl Swoopes     | [ 3 ]        |     |
| Venus Williams     | [ 3 ]        |     |
| 2004               | [ 3 ]        |     |
| Serena Williams    | [ 4 ]        |     |
| Laila Ali          | [ 4 ]        |     |
| Cheryl Ford        | [ 4 ]        |     |
| Lisa Leslie        | [ 4 ]        |     |
| Venus Williams     | [ 4 ]        |     |
| 2005               | [ 4 ]        |     |
| Serena Williams    | [ 5 ]        |     |
| Laila Ali          | [ 5 ]        |     |
| Gail Devers        | [ 5 ]        |     |
| Lisa Leslie        | [ 5 ]        |     |
| Venus Williams     | [ 5 ]        |     |
| 2006               | [ 5 ]        |     |
| Venus Williams     | [ 6 ]        |     |
| Chamique Holdsclaw | [ 6 ]        |     |
| Lisa Leslie        | [ 6 ]        |     |
| Sheryl Swoopes     | [ 6 ]        |     |
| Serena Williams    | [ 6 ]        |     |
| 2007               | [ 6 ]        |     |
| Serena Williams    | [ 7 ]        |     |
| Swin Cash          | [ 7 ]        |     |
| Tamika Catchings   | [ 7 ]        |     |
| Gail Devers        | [ 7 ]        |     |
| Lisa Leslie        | [ 7 ]        |     |
| 2008               | [ 7 ]        |     |
| Candace Parker     | [ 8 ]        |     |
| Tamika Catchings   | [ 8 ]        |     |
| Cheryl Ford        | [ 8 ]        |     |
| Serena Williams    | [ 8 ]        |     |
| Venus Williams     | [ 8 ]        |     |
| 2009               | [ 8 ]        |     |
| Serena Williams    | [ 9 ] [ 10 ] |     |
| Tamika Catchings   | [ 9 ] [ 10 ] |     |
| Lisa Leslie        | [ 9 ] [ 10 ] |     |
| Candace Parker     | [ 9 ] [ 10 ] |     |
| Venus Williams     | [ 9 ] [ 10 ] |     |

### 2010er
| Jahr                 | Sportlerin    | Ref |
| -------------------- | ------------- | --- |
| 2010                 |               |     |
| Serena Williams      |               |     |
| Tamika Catchings     |               |     |
| Vanessa James        |               |     |
| Candace Parker       |               |     |
| Venus Williams       |               |     |
| 2011                 |               |     |
| Serena Williams      | [ 11 ] [ 12 ] |     |
| Tamika Catchings     | [ 11 ] [ 12 ] |     |
| Candice Dupree       | [ 11 ] [ 12 ] |     |
| Maya Moore           | [ 11 ] [ 12 ] |     |
| Venus Williams       | [ 11 ] [ 12 ] |     |
| 2012                 | [ 11 ] [ 12 ] |     |
| Serena Williams      | [ 13 ]        |     |
| Skylar Diggins-Smith | [ 13 ]        |     |
| Brittney Griner      | [ 13 ]        |     |
| Candace Parker       | [ 13 ]        |     |
| Venus Williams       | [ 13 ]        |     |
| 2013                 | [ 13 ]        |     |
| Gabrielle Douglas    |               |     |
| Brittney Griner      |               |     |
| Candace Parker       |               |     |
| Serena Williams      |               |     |
| Venus Williams       |               |     |
| 2014                 |               |     |
| Serena Williams      |               |     |
| Skylar Diggins-Smith |               |     |
| Brittney Griner      |               |     |
| Lolo Jones           |               |     |
| Venus Williams       |               |     |
| 2015                 |               |     |
| Serena Williams      |               |     |
| Skylar Diggins-Smith |               |     |
| Brittney Griner      |               |     |
| Candace Parker       |               |     |
| Venus Williams       |               |     |
| 2016                 |               |     |
| Serena Williams      |               |     |
| Skylar Diggins-Smith |               |     |
| Gabrielle Douglas    |               |     |
| Venus Williams       |               |     |
| Cheyenne Woods       |               |     |
| 2017                 |               |     |
| Serena Williams      |               |     |
| Simone Biles         |               |     |
| Skylar Diggins-Smith |               |     |
| Gabrielle Douglas    |               |     |
| Venus Williams       |               |     |
| 2018                 |               |     |
| Serena Williams      |               |     |
| Elana Meyers Taylor  |               |     |
| Candace Parker       |               |     |
| Skylar Diggins-Smith |               |     |
| Venus Williams       |               |     |
| 2019                 |               |     |
| Serena Williams      |               |     |
| Allyson Felix        |               |     |
| Candace Parker       |               |     |
| Naomi Ōsaka          |               |     |
| Simone Biles         |               |     |

### 2020er
| Jahr                 | Sportlerin | Ref |
| -------------------- | ---------- | --- |
| 2020                 |            |     |
| Simone Biles         |            |     |
| Ajeé Wilson          |            |     |
| Claressa Shields     |            |     |
| Coco Gauff           |            |     |
| Naomi Ōsaka          |            |     |
| Serena Williams      |            |     |
| 2021                 |            |     |
| Naomi Ōsaka          |            |     |
| A’ja Wilson          |            |     |
| Candace Parker       |            |     |
| Claressa Shields     |            |     |
| Serena Williams      |            |     |
| Skylar Diggins-Smith |            |     |
| 2022                 |            |     |
| Naomi Ōsaka          |            |     |
| Brittney Griner      |            |     |
| Candace Parker       |            |     |
| Serena Williams      |            |     |
| Sha'Carri Richardson |            |     |
| Simone Biles         |            |     |

## Mehrfach-Siege und -Nominierungen

### Siege
16 Siege
- Serena Williams

2 Siege
- Naomi Ōsaka

### Nominierungen
22 Nominierungen
- Serena Williams

16 Nominierungen
- Venus Williams

10 Nominierungen
- Candace Parker

7 Nominierungen
- Lisa Leslie

5 Nominierungen
- Tamika Catchings
- Skylar Diggins-Smith
- Brittney Griner

4 Nominierungen
- Laila Ali
- Simone Biles
- Naomi Ōsaka

3 Nominierungen
- Gabrielle Douglas
- Sheryl Swoopes

2 Nominierungen
- Gail Devers
- Cheryl Ford